# 東大更駅
東大更駅（ひがしおおぶけえき）は、岩手県八幡平市大更にある、東日本旅客鉄道（JR東日本）花輪線の駅である。

## 歴史
- 1960年（昭和35年）12月1日：国鉄の駅として岩手郡西根村に開業[2][3]。気動車の旅客のみを取り扱う駅員無配置駅[4]。
- 1987年（昭和62年）4月1日：国鉄分割民営化により、東日本旅客鉄道の駅となる[2]。
- 2018年（平成30年）6月1日：大更駅の業務委託化に伴い、盛岡駅に管理駅が変更となる。
- 2024年（令和6年）10月1日：えきねっとQチケのサービスを開始[1][5]。

## 駅構造
単式ホーム1面1線を有する地上駅である。盛岡統括センター（盛岡駅）管理の無人駅である。

## 駅周辺
- 県道301号渋民田頭線
- 赤川
- 松川

## 隣の駅
東日本旅客鉄道（JR東日本）
■花輪線
好摩駅 - 東大更駅 - 大更駅